# Мавзолей Наджиметдина Кубры
Мавзолей Наджиметдина Кубры (туркм. Nejmetdin Kubranyň kümmeti) — мавзолей основателя ордена дервишей «кубравийа», шейха Наджиметдина, расположенный в Кёреургенче, Туркменистан, в архитектурном заповеднике «Куня-Ургенч».

## История мавзолея
Уникальное архитектурное сооружение, построенное примерно в XII—XIII веках, является главным памятником мемориального комплекса «360», также в народе имеет название «Sih-Kabir mazary», что дословно означает «Могила великого шейха». Это надгробие, установленное, по преданию, над могилой великого шейха суфизма Наджемеддина Кубра (1145—1221), основавшего в Гургандже ханаку и суфийское братство «кубравийа». Наджиметдина называли «Кубра», то есть великий из великих, близкий к Богу, друг Всевышнего, поэтому мусульмане считают это здание священным. Поэтому до сих пор это место привлекает массу религиозных паломников. Мавзолей сохранился и до нас, дошёл почти в целости.
Исторические свидетельства говорят о славном падении суфийского шейха Наджиметдина Кубры. В ней говорится, что Хорезмшах Мухаммед II по ложному доносу отдал приказ казнить одного из лучших учеников Кубры, после чего святой Кубра сильно разгневался и наслал страшное проклятие на Хорезм. Проклятие вскоре сбылось — когда-то мощное и непобедимое государство за считанные месяцы пало в результате нашествия монголов. Сам Кубра и его 360 учеников вышли защищать город от захватчиков, которые погибли в нервном бою. Этот бой был последним подвигом Наджиметдина во славу ислама: монгольский воин снес мечом голову великому святому. На месте патриотического подвига и было основано кладбище мученика, где ныне высится мавзолей Наджиметдина Кубры.

## Архитектурные особенности мавзолея
Мавзолей включает в себя четыре просторных купольных помещения, оканчивающихся куполами — двух одинаковых комнат для собраний и вестибюля, а также гурхану, в котором находится надгробие (кенотаф), это именно то место, куда упало сражённое врагами — монголами тело Наджиметдина, памятный обелиск, указывающий местоположение отрубленной головы шейха. К сожалению во время обрушения купола мавзолея обе плиты очень повреждены.
Надгробие было покрыто цветными глазурованными плитками с богатым цветочно-растительными орнаментами и каллиграфической вязью.
В середине XX века купол мавзолея обрушился, в результате чего пострадали все внутренние убранства, в том числе и надгробие с обелиском, которые теперь ждут своей реставрации.

## Мавзолей сегодня
Сегодня мавзолей является местной достопримечательностью, и святым местом, который ежегодно принимает тысячи туристов и паломников.